# Young MC

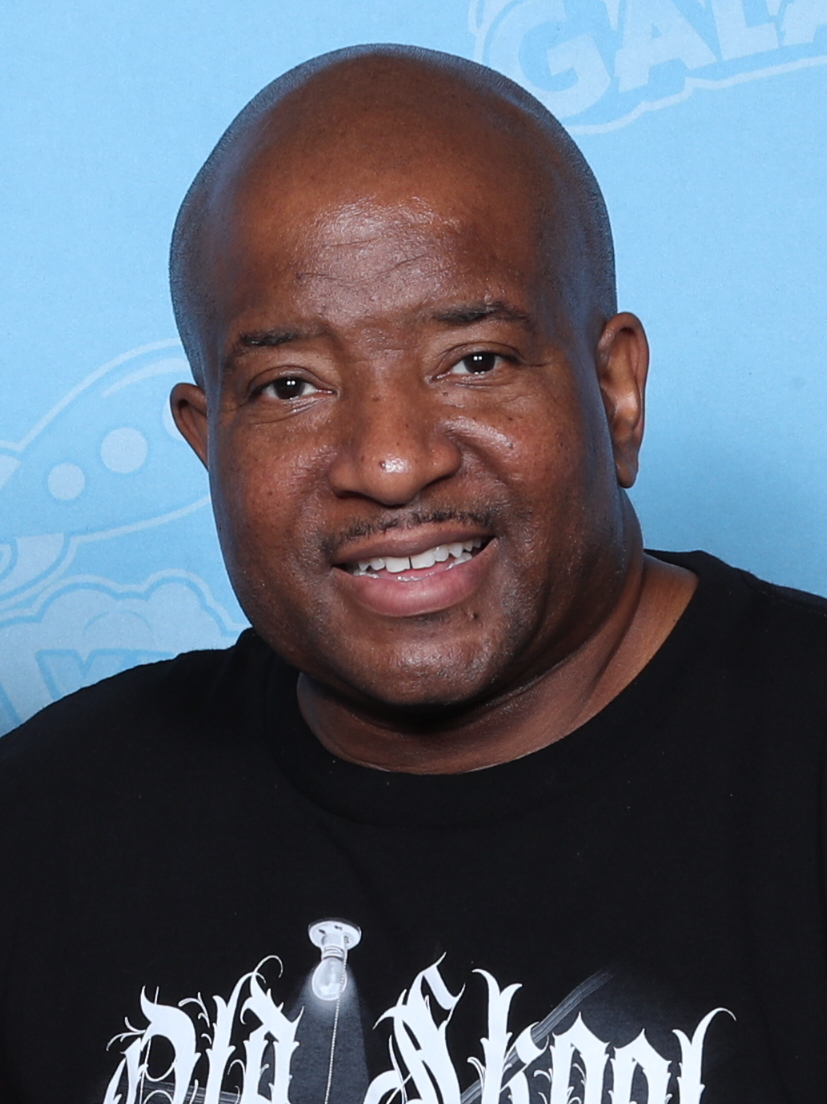
Young MC, 2021

Young MC (* 10. Mai 1967 in London, England als Marvin Young) ist ein Rapper der Stilrichtungen Pop-Rap und Westcoast-Hip-Hop.

## Biografie

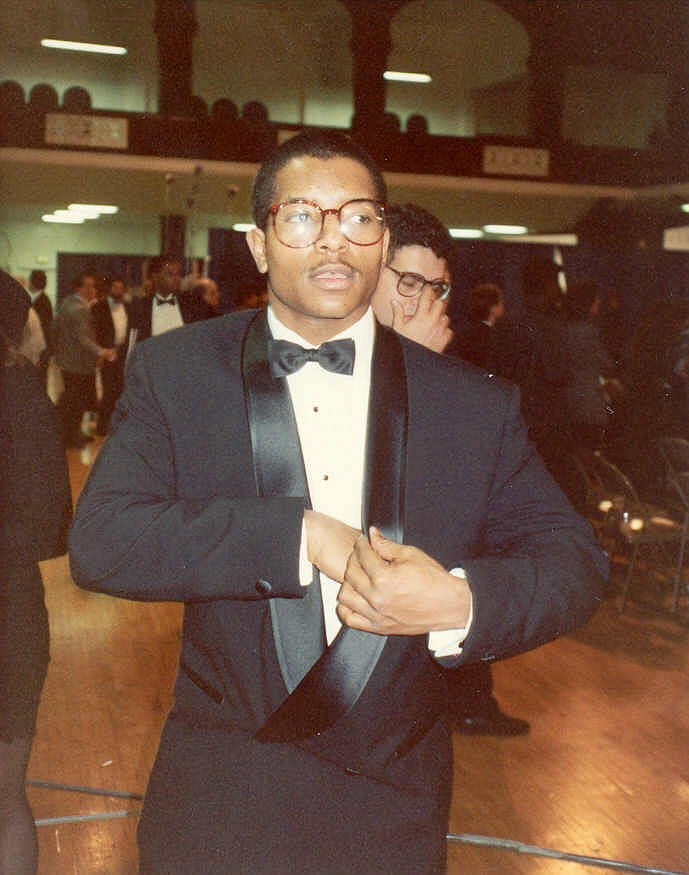
Young MC bei den Grammy Awards 1990

Marvin Young wuchs in der Mittelschicht auf und machte einen Abschluss in Wirtschaftswissenschaft an der University of Southern California. Dort begegnete er Mike Ross und Matt Dike, die gerade das Label Delicious Vinyl gegründet hatten. Young schloss sich diesem an und veröffentlichte unter dem Künstlernamen Young MC das Lied I Let ’Em Know.
1989 arbeitete er dann zusammen mit Tone Lōc an dessen Musikstück Wild Thing. Es wurde in den USA die erste Single eines Rappers mit schwarzer Hautfarbe, die sich unter den 10 besten Positionen der Billboard Hot 100 platzieren konnte. Auch an deren Nachfolger, Funky Cold Medina, war Young MC dann beteiligt. Diese war mit Platz 3 der Billboard Hot 100 ebenfalls ein großer Erfolg.
Daraufhin arbeitete er später im gleichen Jahr als Solokünstler an seiner Debütsingle Bust a Move, ein lockeres Lied über die Erfolge und Misserfolge von Flirts. Erneut konnte er sich damit in die Top 10 der Billboard Hot 100 schieben und erhielt dafür eine Platin-Schallplatte der RIAA. sowie 1990 den Grammy Award for Best Rap Performance. Darüber hinaus half sie seinem ersten Album Stone Cold Rhymin’, das ebenfalls mit Platin der RIAA ausgezeichnet wurde, auf Platz 9 der Billboard 200 zu gelangen. Die zweite Singleauskopplung dieses Albums, Principal’s Office, konnte sich zwar auch in den Billboard Hot 100 platzieren, war mit Rang 33 aber nicht annähernd so erfolgreich wie Bust a Move. Dafür war es im Vereinigten Königreich, seinem Geburtsland, mit Platz 54 die erfolgreichste Single seiner Karriere.
Nach seinem Erfolg trennte Young MC sich im Streit von seinem Label Delicious Vinyl und warf diesem Einmischung in seine Arbeit vor. Delicious Vinyl wiederum verklagte Young MC wegen Vertragsbruchs. Schließlich einigte man sich außergerichtlich und Young MC unterschrieb bei Capitol Records, wo er sein zweites Album Brainstorm veröffentlichte. Sein Stil veränderte sich – so rappte er nicht mehr nur über leichte Alltagsthemen, sondern wollte Botschaften transportieren, wie Aufrufe zur Eigenverantwortlichkeit. Das Album erhielt zwar noch eine Goldene Schallplatte, konnte jedoch nicht an den Erfolg seines Erstlings anknüpfen.
Diese Entwicklung verstärkte sich bis 1993, insbesondere durch das Aufkommen härteren Hip-Hops wie Gangsta-Rap und Hardcore-Rap, der bei den Hörern mehr Anklang fand. Dadurch wurde Young MCs drittes Album, What’s the Flavor?, ein Flop.
Dies bedingte eine längere Schaffenspause, bis er 1997 das selbstironisch benannte Album Return of the 1 Hit Wonder (zu deutsch: Rückkehr des One-Hit-Wonders) veröffentlichte. Der Erfolg blieb jedoch weiterhin aus. Dennoch folgten bis 2009 in unregelmäßigen Abständen weitere Alben, die allesamt independent veröffentlicht wurden und keine kommerzielle Bedeutung erlangten.
2009 hatte Young außerdem einen Auftritt im Oscar-nominierten Film Up in the Air.
Im März 2023 hatte Young einen Gastauftritt in einer Folge der neunten Staffel der US-amerikanischen Version von The Masked Singer. Am Anfang der Episode, die unter dem Motto 80s Night stand, sang er außer Konkurrenz Bust a Move und präsentierte später einen Hinweis zur Identität der Kandidatin Scorpio (Christine Quinn).

## Diskografie

### Alben
- 1989: Stone Cold Rhymin’
- 1991: Brainstorm
- 1993: What’s the Flavor?
- 1997: Return of The 1 Hit Wonder
- 2000: Ain’t Going Out Like That
- 2002: Engage the Enzyme
- 2007: Adrenaline Flow
- 2009: Relentless

### Kompilationen
- 1999: The Best of Young MC
- 2003: Bust a Move & Other Hits

### Singles
- 1989: Bust a Move
- 1989: Principal’s Office
- 1990: I Come Off
- 1991: Pick Up the Pace
- 1991: That’s the Way Love Goes
- 1991: Special Package
- 1991: Keep It in Your Pants
- 1993: What’s the Flavor?
- 1997: On & Poppin’
- 1997: Coast to Coast
- 2000: What It Look Like

### Videoalben
- 1991: Bustin’ Moves

## Auszeichnungen für Musikverkäufe
| Goldene Schallplatte - Australien - 1990: für die Single Bust a Move - Kanada - 1989: für die Single Bust a Move | Platin-Schallplatte - Kanada - 1989: für das Album Stone Cold Rhymin’ |

Anmerkung: Auszeichnungen in Ländern aus den Charttabellen bzw. Chartboxen sind in ebendiesen zu finden.
| Land/RegionAuszeichnungen für Musikverkäufe (Land/Region, Auszeichnungen, Verkäufe, Quellen) | Gold     | Platin     | Verkäufe  | Quellen         |
| -------------------------------------------------------------------------------------------- | -------- | ---------- | --------- | --------------- |
| Australien (ARIA)                                                                            | Gold1    | —          | 35.000    | aria.com.au     |
| Kanada (MC)                                                                                  | Gold1    | Platin1    | 150.000   | musiccanada.com |
| Vereinigte Staaten (RIAA)                                                                    | Gold1    | 2× Platin2 | 2.500.000 | riaa.com        |
| Insgesamt                                                                                    | 3× Gold3 | 3× Platin3 |           |                 |

## Künstlerauszeichnungen
- 1990: Grammy Award for Best Rap Performance für „Bust A Move“[5]